# Франклін (Меріленд)
Франклін (англ. Franklin) — переписна місцевість (CDP) в США, в окрузі Аллегені штату Меріленд. Населення — 253 особи (2020).

## Географія
Франклін розташований за координатами 39°29′58″ пн. ш. 79°3′8″ зх. д. / 39.49944° пн. ш. 79.05222° зх. д. (39.499496, -79.052164).  За даними Бюро перепису населення США в 2010 році переписна місцевість мала площу 0,84 км², уся площа — суходіл. В 2017 році площа становила 0,68 км², уся площа — суходіл.

## Демографія
Згідно з переписом 2010 року, у переписній місцевості мешкало 290 осіб у 90 домогосподарствах у складі 46 родин. Густота населення становила 345 осіб/км².  Було 100 помешкань (119/км²).
Расовий склад населення:
| - 97,6 % — білих - 1,7 % — чорних або афроамериканців - 0,3 % — азіатів |

До двох чи більше рас належало 0,3 %. Частка іспаномовних становила 0,7 % від усіх жителів.
За віковим діапазоном населення розподілялося таким чином: 9,7 % — особи молодші 18 років, 38,6 % — особи у віці 18—64 років, 51,7 % — особи у віці 65 років та старші. Медіана віку мешканця становила 68,0 року. На 100 осіб жіночої статі у переписній місцевості припадало 70,6 чоловіків;  на 100 жінок у віці від 18 років та старших — 63,7 чоловіків також старших 18 років.
За межею бідності перебувало 22,1 % осіб, у тому числі 0,0 % дітей у віці до 18 років та 32,6 % осіб у віці 65 років та старших.
Цивільне працевлаштоване населення становило 45 осіб. Основні галузі зайнятості: науковці, спеціалісти, менеджери — 55,6 %, публічна адміністрація — 26,7 %, транспорт — 17,8 %.